# São Raimundo EC (RR)
Der São Raimundo Esporte Clube, in der Regel nur kurz São Raimundo genannt, ist ein Fußballverein aus Boa Vista im brasilianischen Bundesstaat Roraima.
Aktuell spielt der Verein in der vierten brasilianischen Liga, der Série D.

## Erfolge
Männer:
- Staatsmeisterschaft von Roraima: 1977, 1992, 2004, 2005, 2012, 2014, 2016, 2017, 2018, 2019, 2020, 2021, 2022, 2023

Frauen:
- Staatsmeisterschaft von Roraima: 2013, 2014, 2015, 2017, 2018, 2019, 2020, 2021, 2022

## Stadion
Der Verein trägt seine Heimspiele im Estádio Flamarion Vasconcelos, auch unter dem Namen Canarinho bekannt, in Boa Vista aus. Das Stadion hat ein Fassungsvermögen von 4566 Personen.

## Trainerchronik
Stand: Oktober 2024
| Trainer         | Nation    | von             | bis             |
| --------------- | --------- | --------------- | --------------- |
| Chiquinho Viana | Brasilien | 1. Juli 2012    | ?               |
| Beto Vieira     | Brasilien | 18. August 2020 | 1. Februar 2021 |
| Beto Vieira     | Brasilien | 7. Juni 2024    | 11. Juni 2024   |